# Ведерников, Николай Трофимович
Николай Трофимович Ведерников (род. 17 декабря 1934) — советский и российский юрист, профессор, судья Конституционного суда Российской Федерации в отставке, заслуженный юрист Российской Федерации.

## Биография
Родился 17 декабря 1934 года в Анжеро-Судженске (на территории современной Кемеровской области) в семье шахтёра.
В 1957 году окончил юридический факультет Томского государственного университета им. В. В. Куйбышева.
После окончания университета работал в местных органах государственной власти, в том числе секретарем райисполкома. Избирался депутатом районного Совета и членом исполкома.
С 1959 года на преподавательской работе в университете, где прошел путь от ассистента до профессора. В 1966 году защитил в МГУ кандидатскую диссертацию по теме «Изучение личности преступника в процессе расследования», а в 1981 году — докторскую диссертацию по теме «Личность обвиняемого в советском уголовном судопроизводстве (понятие, предмет и методика изучения)». Читал курс криминалистики и спецкурс «Личность обвиняемого и ее изучение».
С октября 1978 г. — заведующий кафедрой уголовного процесса и криминалистики, с января 1982 — профессор, с 25 января 1984 г. — заведующий кафедрой криминалистики, с 1 сентября 1990 по совместительству — профессор кафедры.
Научная деятельность связана с исследованием проблемы личности обвиняемого в уголовном судопроизводстве. Рассматривая изучение личности обвиняемого в уголовном судопроизводстве как относительно самостоятельное явление, он сформулировал понятие предмета и пределов изучения личности обвиняемого как особой правовой категории и предложил закрепить ее в виде отдельной нормы УПК РСФСР. Им была также разработана методика сбора сведений о личности обвиняемого. В 1990-х занимался главным образом вопросами теории и практики построения правового государства и становления конституционного правосудия в России. Автор более 100 научных работ.
В течение ряда лет активно работал в научно-просветительском обществе «Знание», являясь председателем секции по пропаганде правовых знаний Томской областной организации этого общества и членом правления. В 1990 году был выдвинут этой организацией кандидатом в народные депутаты РСФСР.
Стал народным депутатом РСФСР по Ленинскому территориальному округу № 698 Томской области, победив во втором туре голосования.
На I Съезде народных депутатов РСФСР был избран в Верховный совет РСФСР. Председатель Комиссии Президиума ВС по вопросам помилования, член Комитета ВС по законодательству, председатель подкомитета Комитета ВС по вопросам законности, правопорядка и борьбы с преступностью. С 1990 по октябрь 1991 года — член депутатской группы «По вопросам воспитания, образования, науки и культуры» депутатской фракции «Россия». Был членом Конституционной комиссии.
Являлся одним из разработчиков концепции законопроекта о едином следственном комитете России. Был членом рабочей группы по написанию соответствующего закона. Впоследствии этот законопроект был принят в первом чтении, но законом так и не стал.
Основной деятельностью Ведерникова в ВС РСФСР являлась работа в качестве Председателя комиссии Президиума Верховного совета по вопросам помилования. В течение года через аппарат Отдела и соответственно через Комиссию проходило несколько десятков тысяч дел. Итоги их рассмотрения докладывались на каждом заседании Президиума Верховного совета.
Состоял в КПСС до августа 1991 года.
30 октября 1991 года избран судьёй Конституционного суда (выдвинут фракцией «Россия») на V Съезде народных депутатов России в первом туре голосования («за» — 589, «против» — 303) и сложил депутатские полномочия.
14 февраля 1995 года включён в состав второй палаты Конституционного суда. Был членом комиссии по бюджету, финансам и управлению.
Полномочия были прекращены 31 декабря 1999 года в связи с достижением 65-летнего возраста, исполнял обязанности судьи до 16 февраля 2000 года.

## Награды и звания
- медаль «В ознаменование 100-летия со дня рождения Владимира Ильича Ленина»" (1970)
- Заслуженный деятель науки Российской Федерации (1996)
- медаль «За заслуги перед Томским государственным университетом» (1998)
- Заслуженный юрист Российской Федерации (1999)
- орден Дружбы (2019)